# Villebret
Villebret är en kommun i departementet Allier i regionen Auvergne-Rhône-Alpes i de centrala delarna av Frankrike. Kommunen ligger  i kantonen Marcillat-en-Combraille som ligger i arrondissementet Montluçon. År 2022 hade Villebret 1 333 invånare.

## Befolkningsutveckling
Antalet invånare i kommunen Villebret
Referens: INSEE